# Distretto di Bang Phae
Il distretto di Bang Phae (in thailandese: บางแพ) è un distretto (amphoe) della Thailandia, situato nella provincia di Ratchaburi.